# Пилзно (Подкарпатско войводство)
Пѝлзно (на полски: Pilzno) е град в Югоизточна Полша, Подкарпатско войводство, Дембишки окръг. Административен център е на градско-селската Пилзненска община. Заема площ от 16,04 км2.

## Население
Според данни от полската Централна статистическа служба, към 1 януари 2014 г. населението на града възлиза на 4 792 души. Гъстотата е 299 души/км2.